# Brasławska Kolej Wąskotorowa
Brasławska Kolej Wąskotorowa, Kolej Brasławska, kolej Dukszty – Druja (lit. Dūkšto–Drujos geležinkelis) – istniejąca w latach 1916–1971 wąskotorowa linia kolejowa na Kresach Wschodnich łącząca Dukszty z Drują.
W chwili powstania ziemie przez które biegła były pod okupacją niemiecką. Następnie znajdowała się na terytorium II Rzeczypospolitej. W latach 1939–1941 w Związku Sowieckim, następnie do 1944 pod okupacją niemiecką, później znów w ZSRR. Obecnie dawna trasa kolei znajduje się na terenie Litwy i Białorusi.

## Trasa
| km   | nazwa stacji        | uwagi  |
| ---- | ------------------- | ------ |
| 0    | Dukszty Wąskotorowe |        |
| 4,2  | Berżeniki           | (p.o.) |
| 9,1  | Rymszany            | (p.o.) |
| 12,7 | Bieniuny            | (p.o.) |
| 16,4 | Czepukany           | (p.o.) |
| 21,1 | Grytuny             | (p.o.) |
| 24,8 | Stawarele           | (p.o.) |
| 30,1 | Trapsza             | (p.o.) |
| 33,8 | Pelikany            | (p.o.) |
| 38,5 | Opsa                |        |
| 49,4 | Kalinkiszki         | (p.o.) |
| 51,5 | Racki Bór           |        |
| 59,3 | Brasław             |        |
| 72,0 | Słobódka            |        |
| 80,2 | Drujsk              | (p.o.) |
| 86,7 | Jaja                | (p.o.) |
| 92,1 | Miłoszewo           | (p.o.) |
| 94,1 | Druja Wąskotorowa   |        |

## Historia

### I wojna światowa
Jesienią 1915 roku armia rosyjska zbudowało kolej polową o rozstawie szyn 750 mm wychodzącą ze stacji Balbinowo (na linii Dyneburg – Witebsk) do Przydrujska. W grudniu tego samego roku gdy Dźwina zamarzła, linię poprowadzono po lodzie i przedłużono o aż 58 km przez Druję do Opsy, położonej przy linii frontu.
Od lutego do kwietnia 1916 roku wojska niemieckie wybudowały pięć wąskotorowych linii kolei polowej wychodzących od Kolei Warszawsko–Petersburskiej:
- Dukszty – Rymszany – Grutuny – Czepukany
- Czepukany – Leonpol
- Igalino – Leonpol – Widze
- Meiluny – Pakulne
- Leonpol – Germanowscht (Twerecz)

W marcu 1916 linia frontu przesunęła się na północ i linia zbudowana przez siły rosyjskie znalazła się na terenie zajętym przez Niemcy. Wówczas to Niemcy połączyli obie koleje polowe, poprzez budowę odcinka Czepukany – Opsa. Jednocześnie trasę Opsa – Druja – Balbinowo przekuli na rozstaw 600 mm.
Wszystkie wymienione wyżej kolejki liczy łącznie 193 km.
W maju 1918 uruchomiono przewozy publiczne.
Po kapitulacji Niemiec w listopadzie 1918 roku, kolej była ona pod kontrolą sił litewskich, polskich i bolszewickich.
W latach 1918–1923 linie zostały częściowo zniszczone, rozebrane i rozkradzione.

### II Rzeczpospolita
Od połowy 1920 roku PKP zaczęło przywracać ruch na trasie Dukszty – Druja. Wówczas ta linia liczyła 100 km. Pozostałe linie zostały rozebrane.
Ostatecznie w granicach polskich znalazła się w wyniku traktatu ryskiego (1921).
Od 1923 roku linia figurowała w urzędowych rozkładach jazdy pociągów. Kursowała nią jedna para pociągów mieszanych (pasażersko-towarowych).
Według stanu z 1928 roku na 100-kilometrowej linii znajdowało się tylko 8 stacji pośrednich: Rymszany, Czepukany, Grytuny, Trapsza, Opsa, Brasław, Słobódka, Drujsk.
Planowano przebudować ją na linię normalnotorową, lecz Ministerstwo Komunikacji odmówiło.
Od 1927 roku na linii kursowały dwie pary pociągów. Trasę pokonywały w 8,5 h.
W 1932 linię przekuto z rozstawu 600 na 750 mm. Złagodzono też niektóre łuki (zakręty) w wyniku czego długość linii zmniejszyła się do 94 km. Dzięki temu czas jazdy skrócił się do ok. 4–5 godzin.
W 1935 roku wprowadzono nazwę Kolej Brasławska.
Po przekuciu linii (1932) dobudowano nowe przystanki: Berżeniki, Bieniuny, Stawarele, Pelikany, Kalinkiszki, Jaja. W 1936 roku zbudowano przystanek Racki Bór. Przed 1939 rokiem powstał jeszcze przystanek Miłoszowo.
W 1939 roku na kolei (prawdopodobnie) pojawił się wagon motorowy nr 01, zbudowany w 1933 roku w Krośniewicach. Obsługiwał on dodatkową trzecią parę pociągów.

### Po 1939 roku
W listopadzie 1939 roku kolej została przedzielona granicą radziecko-litewską w Czepukanach. 15 września 1940 roku Litwę włączono do Związku Sowieckiego i cała linia znalazła się pod zarządem sowieckim.
Po ataku Niemiec na ZSRR w 1941, linia znalazła się pod okupacją niemiecką. Wówczas w rozkładach jazdy przestały występować przystanki zbudowane w okresie międzywojennym.
Od 1944 roku ponownie znalazła się w ZSRR. W okresie powojennym kursowała jedna para pociągów. Wówczas czas jazdy wynosił 4, a później 5 godzin.
W 1964 roku wstrzymano ruch pociągów publicznych (pasażerskich). Do 1969 roku kolei używano jeszcze do eksploatacji torfu w okolicach Brasławia. W latach 1969–1971 linię rozebrano.
W październiku 2018 roku w Drui w miejscu dawnej stacji postawiono fragment toru wraz z kozłem oporowym oraz tablicę upamiętniającą dawną linię kolejową.

## Tabor
W okresie od powstania kolei do jej przekucia w 1932 roku eksploatowano typowy tabor niemieckich kolei polowych: parowozy HF.
Po przekuciu eksploatowano między innymi parowozy serii Wp29.
W okresie powojennym eksploatowano m.in. parowozy serii Kp4 oraz spalinowozy TU2.

## Galeria

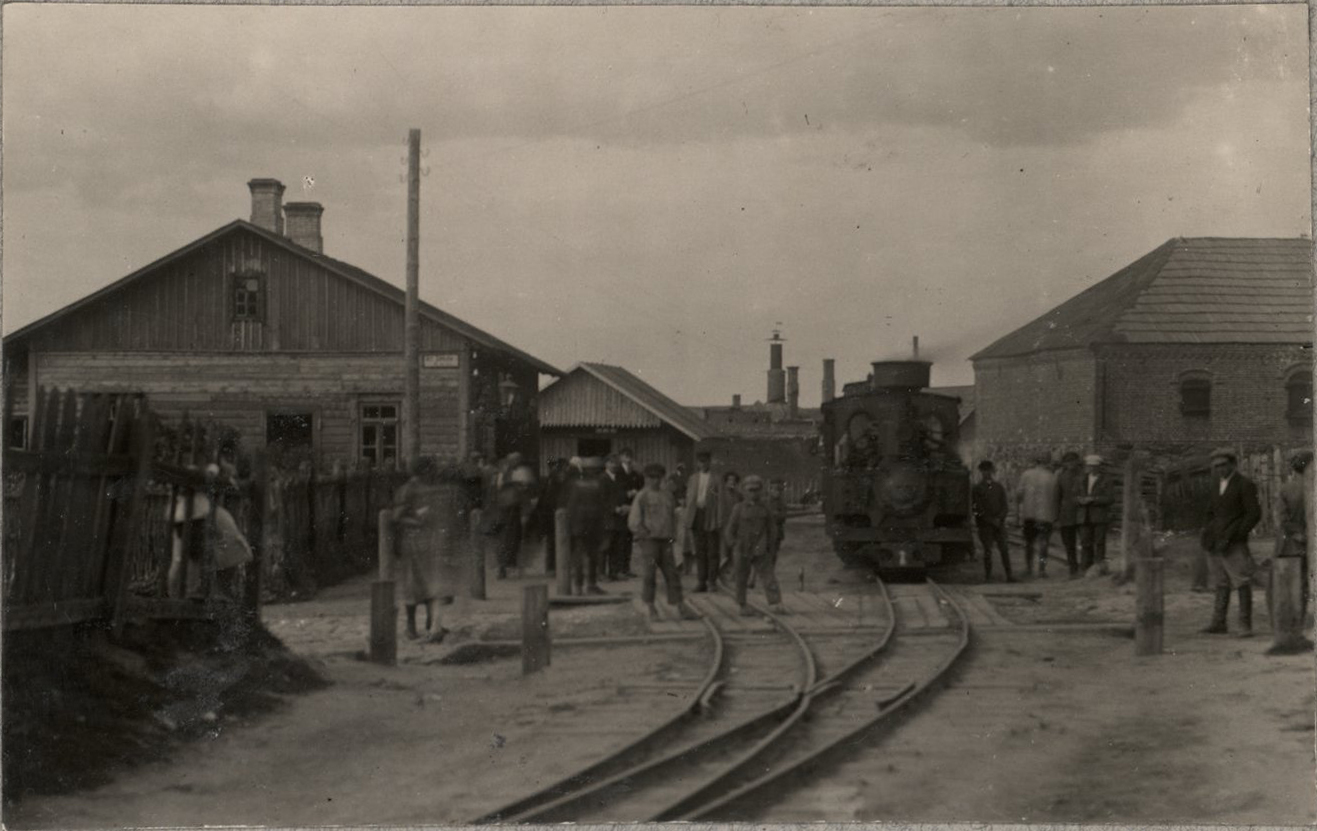
Stacja Druja Wąskotorowa, 1929
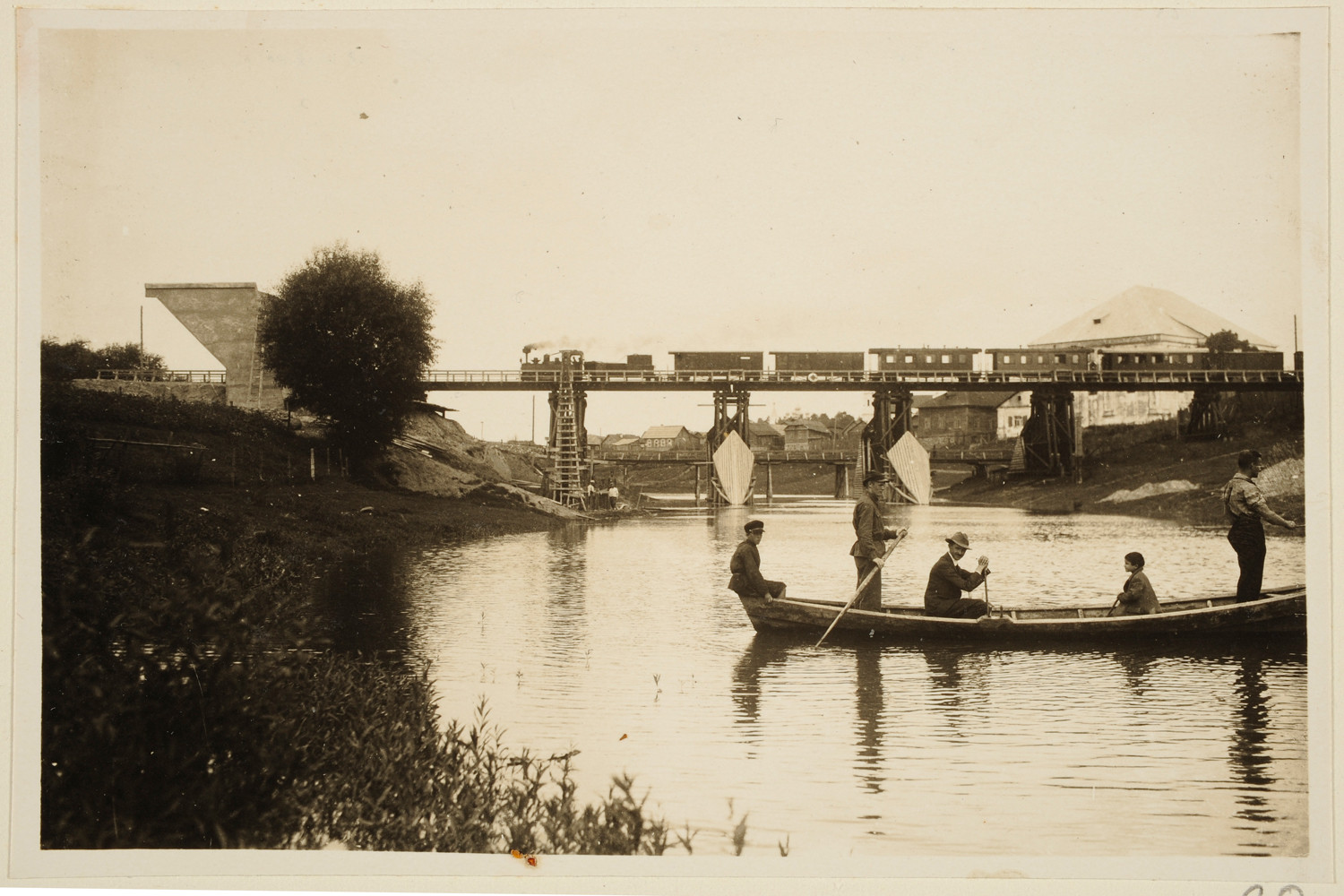
Pociąg kolei na moście nad Drujką w Drui, przed 1930
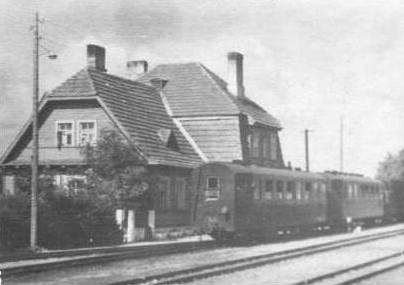
stacja Brasław, okres międzywojenny
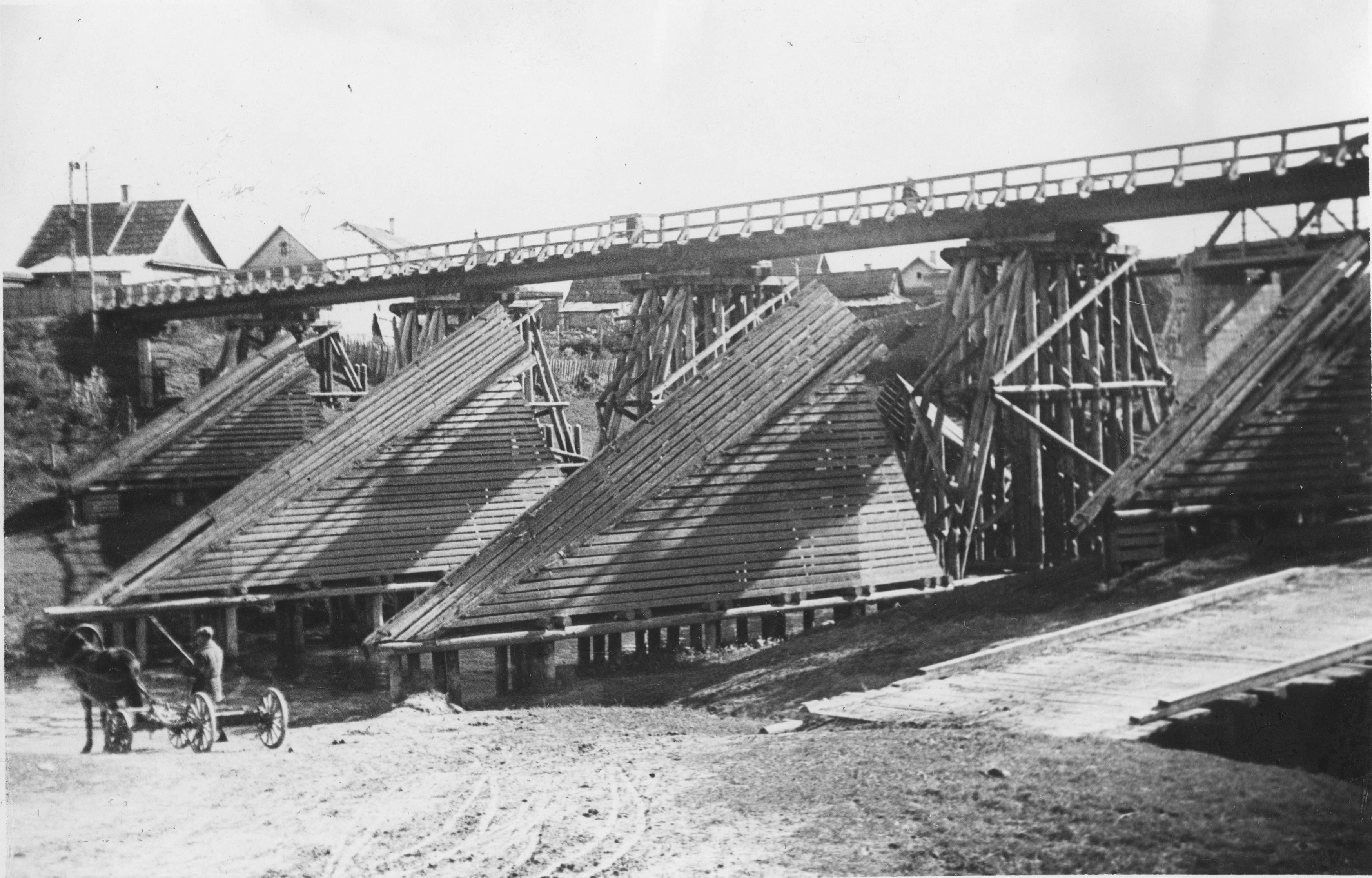
drewniany most kolejowy nad Drujką w Drui, w tle budowany stalowy, październik 1934
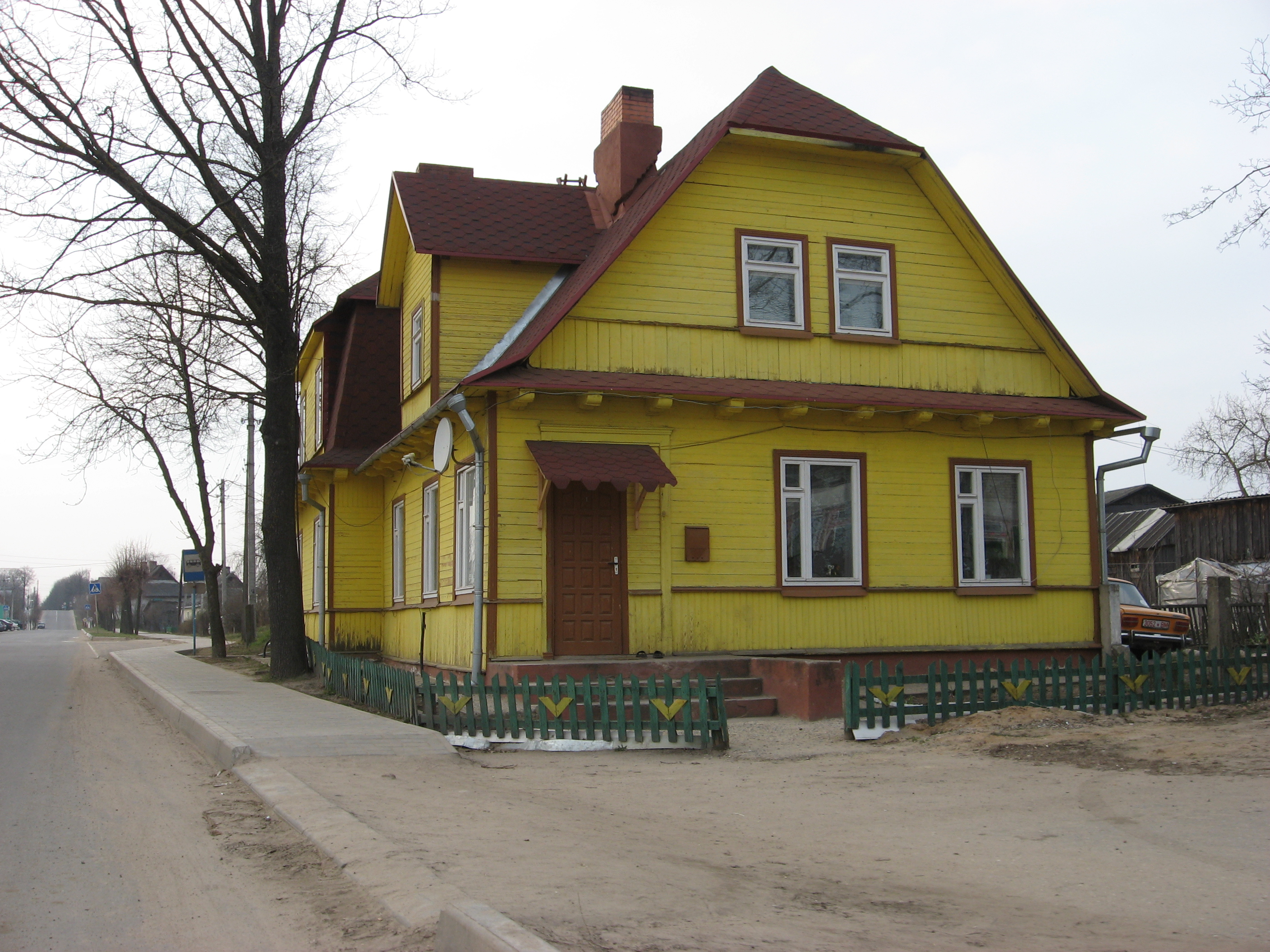
dawny dworzec w Brasławiu, 2009